# Jainosaurus
 Jainosaurus  ist eine Gattung sauropoder Dinosaurier aus der Gruppe der Titanosauria. Fossilien stammen aus der Oberkreide (spätes Maastrichtium) Indiens und schließen Schädelknochen und Teile des Restskeletts (Postkranium) mit ein. Einzige Art ist Jainosaurus septentrionalis.
Während andere indische Titanosaurier wie Titanosaurus heute als ungültig betrachtet werden, ist Jainosaurus zusammen mit Isisaurus die derzeit einzige gültige Titanosaurier-Gattung aus Indien.

## Merkmale
Die Körperlänge ist nicht bekannt – eine Schätzung gibt jedoch an, dass das gefundene Skelett zu einem 21,5 Meter langen Tier gehörte. Wie alle Sauropoden war Jainosaurus ein vierbeiniger Pflanzenfresser mit langem Hals und Schwanz. Von anderen indischen Titanosauriern unterscheidet sich Jainosaurus durch die Ausrichtung des Occipital-Kondylus (ein Gelenkknorren, der den Schädel mit dem ersten Halswirbel gelenkt), durch die Form der basalen Tubera (Fortsätzen unterhalb des Occipital-Kondylus), sowie durch die Proportionen des Oberarmknochens (Humerus) und des Schulterblatts. Als Autapomorphien (einzigartige Merkmale) gelten zwei Merkmale des Hirnschädels – ein Kontakt zwischen Quadratbein und der basalen Tubera sowie die Form des Paroccipitalprozesses.

## Systematik
Die Verwandtschaftsbeziehungen innerhalb der Titanosauria sind unklar. Wilson und Kollegen (2009) geben an, dass es sich um einen abgeleiteten (moderneren) Vertreter der Titanosauria gehandelt hat. Laut diesen Forschern war Jainosaurus näher mit Titanosaurier-Gattungen aus Madagaskar und Südamerika verwandt als mit anderen indischen Gattungen.

## Fund, Forschungsgeschichte und Namensgebung
Jainosaurus basiert auf fragmentarischen Skelettresten, die in Bara Simla, einem Hügel nahe Jabalpur im indischen Bundesstaat Madhya Pradesh ausgegraben wurden. Der gleiche Fundort enthielt bereits das Holotyp-Material von Titanosaurus. Stratigraphisch stammen die Fossilien aus der Lameta-Formation, einer bedeutenden Fossillagerstätte.
Die Jainosaurus-Knochen wurden 1933 von Friedrich von Huene und Charles Matley erstmals wissenschaftlich beschrieben, während sie in den 1930er-Jahren zeitweilig im Natural History Museum in London aufbewahrt wurden. Diese Forscher schrieben die Knochen der Gattung Antarctosaurus zu, welche von Huene zuvor aus Südamerika beschrieben hat, und benannten die neue Art Antarctosaurus septentrionalis. Während der Name Antarctosaurus so viel bedeutet wie „Nicht nördliche Echse“ (gr. ant- (anti) – „Gegenteil“, arktos – „nördlich“, saura – „Echse“), spielt das Artepitheth septentrionalis (lat. septem – „sieben“, trio – „Pflugochse“) auf die sieben hellsten Sterne des Sternbilds Großer Bär an und hatte bei den Römern die Bedeutung „nördlich“. Antarctosaurus septentrionalis bedeutet somit „südliche Echse vom Norden“ – von Huene und Matley wählten diesen Namen vermutlich, um zu unterstreichen, dass diese Art in Indien gefunden wurde, obwohl die Gattung Antarctosaurus ansonsten nur aus Südamerika bekannt ist.
McIntosh (1990) zeigte, dass Antarctosaurus septentrionalis nicht näher mit der südamerikanischen Antarctosaurus-Typusart (Antarctosaurus wichmannianus) verwandt ist. Somit stellten Hunt und Kollegen (1995) die Art zu einer eigenen Gattung – Jainosaurus. Der Name Jainosaurus ehrt den indischen Paläontologen Sohan Lal Jain. 2009 veröffentlichten Jeffrey A. Wilson und Kollegen eine Neubeschreibung der Funde.
Die Überreste aus Bara Simla umfassen einen fragmentarischen Hirnschädel und Schädeldach (Lectotypus, Exemplarnummer GSI K27/497) sowie isoliert aufgefundene Knochen des Restskeletts, einschließlich Rippenfragmente, einen Schwanzwirbel, vier Chevron-Knochen, Schulterblätter, Brustbein, Oberarmknochen (Humerus), Speiche (Radius) und Elle (Ulna). Aus anderen indischen Fundstellen wurden mittlerweile weitere Funde von Jainosaurus gemeldet.